# 브루스 페렌스
브루스 페렌스(Bruce Perens, 1958년경 출생)는 미국의 컴퓨터 프로그래머이자 자유 소프트웨어 운동 활동가이다. 오픈 소스의 정의를 만들고 오픈 소스 모델의 첫 공식 발표 및 선언문을 발표했다. 에릭 레이먼드와 함께 오픈 소스 이니셔티브(OSI)를 공동 설립했다.
2005년, 유엔 개발 계획의 초청으로 유엔 정보 사회 세계 정상회의에서 오픈 소스를 대표했다. 여러 국가의 입법부 앞에서 연설했고, 언론에서 자주 인용되며 오픈 소스와 국가 및 국제 기술 정책 개혁을 옹호했다.
또한 아마추어 무선 통신사이며, 호출부호 K6BP를 사용한다. 공개 무선 통신 표준 및 오픈 소스 하드웨어를 장려한다.
2016년, 보얼트 홀(버클리 법대)의 로타르 데테르만 교수와 공동으로 "오픈 카(Open Cars)"를 공동 저술했으며, 이 논문은 버클리 기술법 저널에 실렸다.
2018년, 오픈 소스, 오픈 하드웨어, 오픈 표준, 오픈 콘텐츠, 연구에 대한 오픈 액세스 기술을 다루는 비영리 연구 개발 조직인 오픈 리서치 인스티튜트(ORI)를 설립했다. 2022년 4월, 이 조직에서 독립하여 HamOpen.org라는 새로운 자선 단체를 시작하여 자신의 초점을 재조정하고 ARRL 조직의 책임 보험 혜택과 연계할 것이라고 밝혔다. HamOpen은 페렌스가 지지하는 프로젝트(예: M17 및 FreeDV)의 컨벤션 전시회를 지원하는 데 가장 두드러졌다.

## 회사
두 개의 회사를 운영한다. 알고람(Algoram)은 무선 송신기 및 기타 장치를 위한 웹 기반 제어 시스템을 개발하는 스타트업이다. 리갈 엔지니어링(Legal Engineering)은 오픈 소스 소프트웨어와 관련된 저작권 침해 해결을 전문으로 하는 법률-기술 컨설팅 회사이다.

## 초기 생애
뉴욕 롱아일랜드에서 자랐다. 뇌성마비를 가지고 태어났는데, 어린 시절에는 어눌한 발음 때문에 학교에서 발달 지연으로 오진받아 읽는 법을 배우지 못했다. 어린 나이에 기술에 관심을 가졌다. 아마추어 무선에 대한 관심 외에도 리도 비치에서 해적방송국을 운영했고, 잠시 전화 프리킹에도 참여했다.

## 경력

### 컴퓨터 그래픽스
뉴욕 공과대학교 컴퓨터 그래픽스 연구소에서 7년간 근무했다. 그 후, 1987년부터 1999년까지 12년간 픽사에서 일했다. 픽사 영화인 벅스 라이프(1998)와 토이 스토리 2(1999)에서 스튜디오 도구 엔지니어로 크레딧에 올랐다.

### 노코드 인터내셔널
1998년에 아마추어 무선 면허에 필요한 모스 부호 시험을 없애기 위해 노코드 인터내셔널(No-Code International)을 설립했다. 그의 주장은 아마추어 무선이 젊은 사람들이 첨단 기술과 네트워킹을 배우는 도구가 되어야 하며, 구시대적 기술을 보존하고 새로운 아마추어들이 무선 통신을 시작하기 전에 그것을 숙달하도록 요구하는 것이 되어서는 안 된다는 것이었다.
인터넷, 미국의 아마추어 무선 행사, 그리고 다른 나라 방문 중에 집중적으로 로비를 벌였다. 그의 방문 중 하나는 아이슬란드였는데, 그곳에서는 그 나라 아마추어 무선 통신사 절반이 한 방에 모여 있었고, 국제 아마추어 무선 연맹에서의 그들의 투표는 미국 전체의 투표와 맞먹었다.

### 데비안 사회 계약
1997년, 레드햇의 도니 반스(Donnie Barnes)와 당시 데비안에서 일하고 있던 이안 슈슬러(Ean Schuessler) 간의 이메일 대화에 참조로 포함되었다. 슈슬러는 레드햇이 개발자 커뮤니티와의 사회 계약을 한 번도 명시한 적이 없다고 한탄했다. 이를 영감 삼아 데비안을 위한 공식 사회 계약을 만들었다. 한 블로그 게시물에서 자신의 문서를 작성할 때 자유 소프트웨어 재단이 발표한 세 가지 자유(나중에 네 가지 자유)를 사용하지 않았다고 주장한다. 1997년 6월 초 데비안 개발자 메일링 리스트인 debian-private에 데비안 사회 계약의 초안을 제안했다. 데비안 개발자들은 그 달 내내 토론과 변경에 기여했고, 페렌스가 편집한 후 완성된 문서는 데비안 프로젝트 정책으로 발표되었다. 데비안 사회 계약의 일부는 데비안 자유 소프트웨어 지침이었는데, 이는 소프트웨어 집합이 "자유 소프트웨어"로 기술될 수 있는지, 따라서 데비안에 포함될 수 있는지 여부를 결정하기 위한 10가지 지침 집합이다.

### 오픈 소스의 정의와 오픈 소스 이니셔티브
1998년 2월 3일, 한 무리의 사람들(포함되지 않음)이 VA 리눅스 시스템즈에 모여 리처드 스톨먼이 선호하는 도덕적 용어보다는 실용적인 관점에서 비즈니스에 자유 소프트웨어를 홍보하는 방법에 대해 논의했다. 포사이트 연구소(Foresight Institute)라는 나노기술 조직의 크리스틴 페터슨(Christine Petersen)은 포사이트가 자유 소프트웨어에 초기에 관심을 가졌기 때문에 참석했는데, "오픈 소스"라는 용어를 제안했다. 다음 날, 에릭 레이먼드는 페렌스를 영입하여 오픈 소스 설립을 위해 함께 일했다. 데비안 자유 소프트웨어 지침을 데비안 참조를 제거하고 "오픈 소스"로 대체하여 오픈 소스 정의로 수정했다.
오픈 소스의 정의의 원래 발표는 1998년 2월 9일 슬래시닷 및 다른 곳에서 이루어졌으며, 그 정의는 1998년 2월 10일 리눅스 매거진에 실렸다.
동시에 페렌스와 레이먼드는 오픈 소스 소프트웨어를 홍보하기 위한 조직인 오픈 소스 이니셔티브를 설립했다.
OSI를 공동 설립한 지 1년 만인 1999년에 OSI를 떠났다. 1999년 2월 데비안 개발자 메일링 리스트에 보낸 이메일에서 자신의 결정을 설명하며 "대부분의 해커들은 자유 소프트웨어와 오픈 소스가 같은 것을 지칭하는 두 단어일 뿐임을 알고 있지만", "오픈 소스"가 마케팅 용어로 성공하면서 "자유 소프트웨어에 내재된 자유의 중요성이 경시되었다"고 밝혔다. "이제 우리가 그것을 바로잡을 때"라고 덧붙였다. OSI 공동 설립자인 에릭 레이먼드가 "자유 소프트웨어에 대한 초점을 잃어가는 것 같다"는 유감을 표명했다. 그러나 다음 2000년대에는 다시 오픈 소스에 대해 이야기했다. 현재 유럽 기술 표준 연구소("ETSI")에 대한 오픈 소스 이니셔티브의 대표로 자원봉사하고 있으며, 오픈 소스 라이선스로 인증받기 위해 OSI에 제출된 라이선스 텍스트 검토에 자주 참여한다.

### 리눅스 캐피탈 그룹
1999년, 픽사를 떠나 리눅스 기반 비즈니스에 초점을 맞춘 비즈니스 인큐베이터이자 벤처 캐피털 회사인 리눅스 캐피탈 그룹(Linux Capital Group)의 사장이 되었다. 그들의 주요 투자는 데비안 창립자 이언 머독이 이끄는 회사인 프로제니 리눅스 시스템즈(Progeny Linux Systems)에 있었다. 2000년, 경기 침체의 결과로 리눅스 캐피탈 그룹을 폐쇄했다. (프로제니 리눅스 시스템즈는 2007년에 운영을 종료했다.)

### 휴렛 팩커드
2000년 12월부터 2002년 9월까지 휴렛 팩커드에서 "리눅스 및 오픈 소스 담당 글로벌 수석 전략가"로 일하며 리눅스 및 기타 오픈 소스 소프트웨어 사용을 사내에서 전파했다. 마이크로소프트에 대한 반대 발언으로 인해 해고되었는데, 특히 2002년 HP가 마이크로소프트 윈도우 기반 PC의 주요 제조업체인 컴팩을 인수한 후 이 문제가 불거졌다.

### 유저리눅스
2003년 "기업에 자유롭게 사용 가능하고 고품질의 리눅스 운영 체제를 제공하며, 전반적인 비용을 절감하면서 생산성과 보안을 장려하도록 설계된 인증, 서비스 및 지원 옵션을 제공하는 것"을 목표로 하는 데비안 기반 배포판인 유저리눅스를 만들었다. 유저리눅스는 결국 2004년에 시작된 또 다른 데비안 기반 배포판인 우분투에게 인기를 추월당했고, 유저리눅스는 2006년에 유지 보수가 중단되었다.

### 소스랩스
2005년 6월부터 2007년 12월까지 시애틀 기반의 오픈 소스 소프트웨어 및 서비스 회사인 소스랩스(SourceLabs)의 직원이었다. 2007년에 소스랩스를 위한 영상 광고 "임박한 보안 침해(Impending Security Breach)"를 제작했다. (소스랩스는 2009년에 EMC에 인수되었다.)

### 대학 교수
1981년에서 1986년 사이에 뉴욕 공과대학교 컴퓨터 그래픽스 연구소에서 유닉스 커널 프로그래머로 근무했다.
2002년, 토니 스탠코(Tony Stanco)의 지휘 아래 조지 워싱턴 대학교 사이버 보안 정책 연구소의 원격 오픈 소스 선임 과학자였다. 스탠코는 정규 소장이 안식년 동안 1년간 연구소 소장을 맡았다.
2006년에서 2007년 사이에 노르웨이 남부 역량 기금(Competence Fund of Southern Norway)의 3년간의 보조금 지원을 받아 아그데르 대학교의 객원 강사 및 연구원으로 근무했다. 이 기간 동안 노르웨이 정부 및 기타 기관에 컴퓨터 및 소프트웨어 관련 정부 정책 문제에 대해 자문했다. 이 기간 이후 주로 유럽 인터넷 접근성 관측소와 관련된 아그데르 프로그램에서 원격으로 작업했다.

### 기타 활동
2007년, 페렌스의 정부 자문 역할 중 일부는 이탈리아 대의원회의 의장(하원)과의 회의와 대의원회 문화 위원회 증언을 포함했다. 노르웨이 정부 개혁부 장관에 이어 노르웨이 오픈 소스 센터 설립 기념 기조 연설(센터 자문 위원회 소속이다); 유럽 상호운용성 프레임워크 개정에 대한 의견을 제공했다; 그리고 11월 7일 브뤼셀 보르셰트 센터(Centre Borschette)에서 열린 유럽 위원회 디지털 비즈니스 생태계 회의에서 기조 연설을 했다.
2009년, 제이콥센 대 카처 미국 연방 소송에서 오픈 소스 관련 전문가 증언으로 활동했다. 그의 보고서는 제이콥센에 의해 공개되었으며, 오픈 소스 소프트웨어 개발의 문화와 영향을 연방 법원에 제시했다.
2012년 호주 밸러랫에서 열린 리눅스 컨프.au 컨퍼런스에서 기조 연설 중 하나를 했다. 오픈 소스 소프트웨어가 비기술 사용자들에게 더 잘 마케팅될 필요성에 대해 논의했다. 또한 Papilio 및 Bus Pirate와 같은 오픈 소스 하드웨어의 최신 개발에 대해서도 논의했다.
2013년 라틴아메리카에서 라티노웨어 2013(Latinoware 2013)의 폐막 기조 연설을 했다. 아르헨티나 부에노스아이레스에서 열린 국제 자유 소프트웨어 컨퍼런스(CISL – Conferencia Internacional de Software Libre)의 기조 연설자였으며, 아르헨티나 파타고니아 푸에르토 마드린에서 추붓 주 소프트웨어 및 혁신부 장관과 함께 특별 행사의 기조 연설을 했다. 멕시코 푸에르토 바야르타에서 열린 자유 소프트웨어 페스티벌 2013(Festival de Software Libre 2013)의 기조 연설자였다.
2014년-2015년에 1996년 이래 자주 연설했던 오픈 소스 컨퍼런스에서 휴식을 취했다. 2016년, 컨퍼런스 서킷에 다시 돌아와 한국저작권위원회에서 후원하는 서울 오픈 소스 인사이트 컨퍼런스에서 기조 연설을 했다. 현재 페렌스의 웹사이트는 여행 및 숙박비가 보상되는 한 컨퍼런스 기조 연설자로 참여할 수 있음을 광고하고 있다.
2020년, DebConf 2020에서 "오픈 소스 이후에 무엇이 오는가?"라는 강연을 했다. 오픈 소스 라이선스의 미래와 오픈 소스 개발자들이 자신의 작업에 대한 대가를 받을 수 있도록 대체 라이선스 구조를 개발할 필요성에 대해 논의했다.

## 견해
"오픈 소스"를 추상적인 윤리보다는 오픈 소스 개발 모델과 생태계의 실질적인 이점에 더 관심이 있을 수 있는 비즈니스맨과 주류층에게 자유-오픈 소스 소프트웨어 아이디어를 마케팅하는 수단으로 제시한다. 오픈 소스와 자유 소프트웨어는 같은 현상을 이야기하는 두 가지 방식일 뿐이라고 주장하는데, 이는 스톨먼과 그의 자유 소프트웨어 운동과는 다른 관점이다. 2004년 논문 "오픈 소스의 새로운 경제 패러다임(The Emerging Economic Paradigm of Open Source)"과 연설 "혁신은 대중에게 간다(Innovation Goes Public)"에서 오픈 소스의 비즈니스 사용에 대한 경제 이론을 제시했다. 이는 성당과 시장에 나타난 레이먼드의 이론과는 다르다. 레이먼드의 이론은 오픈 소스에 비즈니스 참여가 많지 않았던 시기에 작성되었기 때문에 오픈 소스를 프로그래머의 동기와 여가의 결과로 설명한다.
2008년 2월, "오픈 소스"라는 문구의 10주년을 맞아 커뮤니티에 "오픈 소스 현황 메시지: 오픈 소스의 새로운 10년(State of Open Source Message: A New Decade For Open Source)"이라는 메시지를 발표했다. 같은 시기에 이매진 레그디벨로퍼(RegDeveloper)는 페렌스와의 인터뷰를 게재했는데, 오픈 소스의 성공에 대해 이야기했지만, 법적 검토를 거치지 않은 OSI 승인 라이선스의 확산 등 위험에 대해서도 경고했다. GPLv3 라이선스 사용을 옹호하며, 특히 리누스 토르발스가 리눅스 커널에 대해 GPLv2에서 전환하지 않는 것을 지적했다.
브루스 버니 샌더스를 대통령으로 지지했으며 오픈 소스 운동 경험이 그러한 결정에 영향을 미쳤다고 주장한다. 2016년 7월 13일, 샌더스가 힐러리 클린턴을 대통령으로 지지한 후, 페렌스도 클린턴을 지지했다.
2013년 1월, 미국 수정 헌법 제2조 폐지를 옹호하며 "개인의 총기 소유를 믿지 않는다"며 "현재 개인이 소유한 총을 보상 없이 압수할 것"이라고 밝혔다. 2014년 6월 슬래시닷과의 인터뷰에서 그리고 2017년 11월 자신의 트위터 계정에서 이 견해를 재차 밝혔다.

## 아마추어 무선 및 기타 활동
열렬한 아마추어 무선 애호가이며 (호출부호 K6BP) 2008년 말 수입이 비용을 충당하지 못해 폐쇄한 테크노크랏넷(technocrat.net)을 운영했다.

## 미디어 출연
2001년 다큐멘터리 영화 레볼루션 OS와 2006년 영국방송공사 텔레비전 다큐멘터리 "코드 브레이커스(The Code-Breakers)"에 출연했다.
2002년부터 2006년까지 프렌티스 홀 PTR(Prentice Hall PTR)은 브루스 페렌스 오픈 소스 시리즈(Bruce Perens' Open Source Series)를 출판했는데, 이는 다양한 오픈 소스 소프트웨어 도구를 다루는 24권의 책으로, 페렌스가 시리즈 편집자로 활동했다. 이는 오픈 라이선스로 출판된 최초의 서적 시리즈였다.

## 개인 생활
2000년에 태어난 아들 스탠리와 아내 발레리와 함께 캘리포니아주 버클리에 살고 있다.